# Uranoscopus bauchotae
Uranoscopus bauchotae är en fiskart som beskrevs av Brüss, 1987. Uranoscopus bauchotae ingår i släktet Uranoscopus och familjen Uranoscopidae. Inga underarter finns listade i Catalogue of Life.